# Cephalocteus
Cephalocteus – rodzaj pluskwiaków z rodziny ziemikowatych i podrodziny Cephalocteinae. Obejmuje trzy opisane gatunki.

## Morfologia i zasięg
Pluskwiaki o ciele wypukłym. Głowa jest szersza niż dłuższa, zaopatrzona w małe, wąskie oczy złożone z dwoma lub większą liczbą kolców na zewnętrznym brzegu, pozbawiona przyoczek. Przedplecze jest co najmniej dwukrotnie szersze niż dłuższe, porośnięte licznymi, krótkimi i długimi szczecinkami w częściach przednio-bocznych, bocznych i tylno-bocznych. Tarczka jest szeroka z szeroko zaokrąglonym wierzchołkiem z tyłu. Półpokrywy nie mają wyodrębnionej międzykrywki, mezokorium czy egzokorium. Ich boczne brzegi na całej długości obficie porastają krótkie i długie szczecinki. Zakrywka jest zredukowana, krótka, nieosiągająca szczytu odwłoka. Zatułów ma na metapleurach ewaporatoria gruczołów zapachowych o krótkich ujściach i płatowatym rejonie wygładzonego oskórka. Odnóża przedniej pary mają niezmodyfikowane, tępo zaokrąglone na szczycie golenie ze stopami osadzonymi u szczytu lub w pobliżu niego. Odnóża pary środkowej i tylnej mają golenie nabrzmiałe, z licznymi kolcami i szczecinkami na grzbietowych powierzchniach i spłaszczone, pozbawione kolców na powierzchniach brzusznych. Odwłok cechują sternity od trzeciego do siódmego zaopatrzone w po dwa trichobotria, z których duże leży przednio-brzusznie względem przetchlinki, a małe z tyłu od przetchlinki.
Przedstawiciele rodzaju ograniczeni są zasięgiem do Starego Świata. Zamieszkują południową część Palearktyki, południową część krainy etiopskiej oraz krainę orientalną, na wschód docierając do Timoru.

## Taksonomia
Takson ten wprowadzony został w 1834 roku przez Jean-Marie Léona Dufoura. Gatunkiem typowym wyznaczono Cydnus scarabaeoides, opisanego w 1803 roku przez Johana Christiana Fabriciusa. Zalicza się go do plemienia Cephalocteini wraz z monotypowym rodzajem Heissocteus.
Do rodzaju tego zalicza się trzy opisane gatunki:
- Cephalocteus melolonthoides Schiodte, 1843
- Cephalocteus punctipennis Stål, 1876
- Cephalocteus scarabaeoides (Fabricius, 1803)